# Список британских губернаторов Кипра

Последний флаг Кипра под Британским протекторатом, принятый в 1922 году

Список британских губернаторов Кипра — хронологический перечень британских верховных комиссаров и губернаторов острова Кипр.
4 июня 1878 году над Кипром, бывшим территорией Османской империи, в соответствии с Кипрской конвенцией был установлен британский протекторат. 5 ноября 1914 года Соединённое Королевство объявило войну Османской империи и захватило Кипр. В соответствии с Лозаннским мирным договором Турция признала владение Великобританией Кипром, и 10 марта 1925 года остров стал коронной колонией. После Цюрихского и Лондонского соглашения Кипр обрёл независимость.

## Список Верховных комиссаров (1878—1925)
| Имя                              | Портрет | Годы жизни | Начало правления | Конец правления |
| -------------------------------- | ------- | ---------- | ---------------- | --------------- |
| лорд Джон Хэй (и. о.)            |         | 1827—1916  | 12 июля 1878     | 22 июля 1878    |
| сэр Гарнет Вулзли                |         | 1833—1913  | 22 июля 1878     | 23 июня 1879    |
| сэр Роберт Биддульф              |         | 1835—1918  | 23 июня 1879     | 9 марта 1886    |
| сэр Генри Эрнест Гаскойн Бульвер |         | 1836—1914  | 9 марта 1886     | 5 апреля 1892   |
| сэр Вальтер Джозеф Сендалл       |         | 1832—1904  | 5 апреля 1892    | 23 апреля 1898  |
| сэр Уильям Фредерик Хейнс-Смит   |         | 1839—1928  | 23 апреля 1898   | 17 октября 1904 |
| сэр Чарльз Энтони Кинг-Харман    |         | 1851—1939  | 17 октября 1904  | 12 октября 1911 |
| Гамильтон Гулд-Адамс             |         | 1858—1920  | 12 октября 1911  | 8 января 1915   |
| сэр Джон Юджин Клосон            |         | 1866—1918  | 8 января 1915    | 31 декабря 1918 |
| сэр Малькольм Стивенсон          |         | 1878—1927  | 31 декабря 1918  | 10 марта 1925   |

## Список Губернаторов (1925—1960)
| Имя                           | Портрет | Годы жизни | Начало правления | Конец правления  |
| ----------------------------- | ------- | ---------- | ---------------- | ---------------- |
| Сэр Малькольм Стивенсон       |         | 1878—1927  | 10 марта 1925    | 30 ноября 1926   |
| Сэр Рональд Сторрз            |         | 1881—1955  | 30 ноября 1926   | 29 октября 1932  |
| Сэр Реджинальд Эдвард Стаббс  |         | 1876—1947  | 29 октября 1932  | 8 ноября 1933    |
| Сэр Герберт Ричмонд Палмер    |         | 1877—1958  | 8 ноября 1933    | 4 июля 1939      |
| Уильям Денис Баттершил        |         | 1896—1959  | 4 июля 1939      | 3 октября 1941   |
| Чарльз Кэмпбелл Вулли         |         | 1893—1981  | 3 октября 1941   | 24 октября 1946  |
| Реджинальд Флетчер            |         | 1885—1961  | 24 октября 1946  | 4 августа 1949   |
| Сэр Эндрю Бакворт Райт        |         | 1895—1971  | 4 августа 1949   | 1954             |
| Сэр Роберт Персиваль Армитидж |         | 1906—1990  | 1954             | 25 сентября 1955 |
| Сэр Джон Хардинг              |         | 1896—1989  | 25 сентября 1955 | 3 декабря 1957   |
| Сэр Хью Фут                   |         | 1907—1990  | 3 декабря 1957   | 16 августа 1960  |